# Вернер Букса
Вернер Макс Артур Букса (нім. Werner Max Arthur Buxa; 16 жовтня 1916, Мемель — 20 травня 1998, Ельбронн-Дюррн) — німецький офіцер і письменник, гауптман вермахту, оберстлейтенант резерву бундесверу. Кавалер Лицарського хреста Залізного хреста.

## Біографія
Син лейтенанта Прусської армії. Член Гітлер'югенду. Учасник окупації Судетської області і німецько-радянської війни.Завершив війну як командир 1-го батальйону 44-го гренадерського полку 11-ї піхотної дивізії. В 1970-73 роках — командир 752-го єгерського батальйону в Карлсруе.

## Нагороди
- Медаль «У пам'ять 1 жовтня 1938 року» із застібкою «Празький град»
- Залізний хрест 2-го і 1-го класу
- Нагрудний знак «За поранення» в сріблі
- Штурмовий піхотний знак в сріблі
- Нагрудний знак ближнього бою в бронзі
- Медаль «За зимову кампанію на Сході 1941/42»
- Німецький хрест в золоті (19 серпня 1944)
- Лицарський хрест Залізного хреста (23 березня 1945)
- Нарукавна стрічка «Курляндія»
- Орден «За заслуги перед Федеративною Республікою Німеччина», офіцерський хрест (1991)
- Прусський щит (1991)
- Орден «За заслуги перед землею Баден-Вюртемберг»

### Книги
- Weg und Schicksal der 11. Infanterie-Division., 1952 [Neuauflage 2004, ISBN 3-89555-183-X, ISBN 978-3-89555-183-3].
- Die deutsche Infanterie 1939–1945. Bad Nauheim (Podzun-Verlag) 1967. — у співавторстві з Еріхом фон Манштайном і Гаррі Гоппе.
- Knobelbecher und Stahlhelm. Infanterie erzählt. Podzun, Dornheim 1971.
- Wir Ostpreußen zuhaus. Das war das Leben zwischen Memel und Weichsel. zusammen mit Hans-Ulrich Stamm, 1972 [Neuauflage 1983, ISBN 3-7909-0004-4].
- Der Kampf am Wolchow und um Leningrad 1941–1944. Dorheim (Podzun-Verlag) 1969.
- Bilder aus Ostpreußen. Augsburg (Weltbild-Verlag) 1990 ISBN 978-3-89350-098-7 [Neuauflage 2000, ISBN 3-89555-303-4].

### Есе
- Die Spur führte nach Tawe. In: Heimatbrief der Kreisgemeinschaft Elchniederung e. V. Nr. 21 (1989), Seite 64
- Artikel in Das Ritterkreuz, dem Verbandsorgan der Ordensgemeinschaft der Ritterkreuzträger